# Wortgottesdienst
Der Wortgottesdienst, deutsch für Liturgia verbi, „Liturgie des Wortes“, ist in der römisch-katholischen Kirche der erste Hauptteil der Heiligen Messe, der der Eucharistiefeier (Liturgia eucharistica, „Eucharistische Liturgie“) vorausgeht. Auch die Feier einiger Sakramente  (z. B. Taufe und Eheschließung) kann in einem Wortgottesdienst geschehen.
Für seine eigenständige Feier (außerhalb der Heiligen Messe) wird heute der Name „Wort-Gottes-Feier“ gefördert.

## Ablauf
Der Wortgottesdienst folgt auf die Eröffnung. Im Mittelpunkt steht die Verkündigung des Wortes Gottes aus der Bibel. An den Wortgottesdienst schließt sich die Eucharistische Liturgie an, beginnend mit der Gabenbereitung.
Der Aufbau besteht aus
- erste Lesung (Altes Testament oder Apostelgeschichte, Apostelbriefe, Offenbarung des Johannes)
- Antwortpsalm
- zweite Lesung (an Sonntagen und Hochfesten)[3]
- Ruf vor dem Evangelium (Halleluja-Ruf, in der Fastenzeit ein anderer Christus-Ruf)
- Sequenz (an einigen Festtagen)
- Evangelium
- Predigt bzw. Homilie
- Glaubensbekenntnis (an Sonntagen und Hochfesten)[4]
- Fürbitten.

Eucharistische Liturgie und Wortgottesdienst bilden eine Einheit und besitzen den gleichen Rang, während bis zum Zweiten Vatikanischen Konzil der Wortgottesdienst noch den Charakter einer Vormesse hatte. Eine Eucharistiefeier ohne vorausgehenden Wortgottesdienst ist nicht möglich, sie sind „so eng miteinander verbunden, daß sie einen einzigen Kultakt ausmachen“. Den Gläubigen soll „der Tisch des Wortes“ durch die Vielfalt der Schriftlesungen (drei Lesejahre) reicher gedeckt werden.

## Abgrenzung
Mit dem Zweiten Vatikanischen Konzil wurde auch die Wort-Gottes-Feier als eigenständige Feier eingeführt. Diese ist in ihrem Ablauf ähnlich dem Wortgottesdienst mit oder ohne Kommunionfeier, unterscheidet sich aber in einzelnen Elementen. 